# 曾鴻林
曾鴻林（约1969年—1992年10月31日），臺灣南投縣國姓鄉大石村人，在臺北縣瑞芳鎮瑞濱海水浴場救男童而殉身，於當地與家鄉分別立紀念碑與銅像紀念。

## 殉身
1992年10月31日下午4點時55分左右，從宜蘭縣頭城鎮來瑞濱海水浴場戲水的十一歲男童李定遠被海浪捲走，他的母親大聲呼救。這時就讀國立臺灣海洋大學水產食品科學系夜間部一年級學生、二十四歲的曾鴻林剛和兩名同學由九份下山，聽到後立刻跑到現場下海救人。曾鴻林將李定遠正要救上岸時，不巧一陣浪捲來，兩人最終皆溺斃。附近居民在海域搜尋，當晚8時55分找到曾鴻林遺體。
當時中油為開闢深澳油港，須進行抽沙浚深港灣，造成瑞濱海水浴場積沙大量流動。次月報導，國立臺灣海洋大學製作了獎牌以紀念曾鴻林，他所就讀水產食品科學系的師生則發起募捐活動，希望幫助遺族家人度過傷心的時刻。
1994年10月13日上午10點，曾鴻林故鄉國姓鄉大石村舉行曾鴻林銅像揭幕儀式，銅像所立的位置正位於他家前不到一百公尺處的大石社區活動中心廣場。省文獻會專門委員林金田、縣府主任秘書賴文吉、國立臺灣海洋大學水產食品科學系系主任兼研究所所長陳幸臣、國姓鄉長莫健明及大石村長王德連等都應邀列席。曾鴻林家人也在場觀禮。陳幸臣在會中報告曾鴻林的生平及捨生救人的義行事蹟時指出，曾鴻林在校品學兼優，急公好義，深得師長及同學的喜愛，其義舉該校全體師生也引以為榮，所以系內已為他成立紀念獎助學金，1995年開始將發放給校內優秀同學。文獻會則指出，已派人採集他的英勇事蹟，將永留文獻。
至於瑞濱海水浴場在萬瑞快速公路開闢後，沙灘消失，只剩下些殘破建物及矗立著的入口大門。

## 外部連結
- 國立台灣海洋大學曾鴻林同學紀念獎學金[]